# Noel Arambulet
Noel Arambulet (* 18. Mai 1974 in Falcón, Venezuela) ist ein ehemaliger venezolanischer Boxer im Strohgewicht. 

## Profikarriere
Im Jahre 1996 begann er erfolgreich seine Profikarriere. Am 9. Oktober 1999 boxte er gegen Joma Gamboa um den Weltmeistertitel des Verbandes WBA und gewann nach Punkten. Diesen Gürtel verlor er allerdings bereits in seiner zweiten Titelverteidigung im August des darauffolgenden Jahres im Rückkampf an Joma Gamboa.
Ende Juli 2002 errang Arambulet den WBA-Weltmeistergürtel erneut, als er Keitarō Hoshino durch Mehrheitsentscheidung bezwang. Diesmal verteidigte er diesen Titel insgesamt dreimal und verlor ihn am 3. Juli 2004 an Yutaka Niida durch einstimmige Punktentscheidung.
Im Jahre 2008 beendete er seine Karriere.